# Conostylis micrantha
Conostylis micrantha är en enhjärtbladig växtart som beskrevs av Stephen Donald Hopper. Conostylis micrantha ingår i släktet Conostylis och familjen Haemodoraceae. Inga underarter finns listade.